# Feminismo en Paraguay
El feminismo en Paraguay, según algunas autoras, comenzó a tomar forma a principios de la década de 1920, con la participación de la profesora María Felicidad González en el Congreso de la Liga de Mujeres Votantes en Baltimore, Estados Unidos, en 1922. Influenciadas por los movimientos feministas de Estados Unidos y Europa, las mujeres paraguayas también comenzaron a movilizarse para reclamar sus derechos, aunque existen antecedentes de luchas por los derechos de las mujeres desde el periodo colonial. Un evento clave fue la fundación del Centro Femenino del Paraguay (CFP) el 26 de abril de 1921. En las décadas siguientes, el movimiento feminista en Paraguay también estuvo influenciado por el febrerismo. Una de las figuras destacadas por su aporte teórico fue Serafina Dávalos.

## India Juliana
La India Juliana, una mujer guaraní del siglo XVI famosa por asesinar a su amo español e instar a las demás indígenas a hacer lo mismo, es considerada por varios autores como una feminista temprana, y tanto activistas como académicas reivindican su figura.

## Unión femenina del Paraguay
En 1936, con la Revolución de Febrero, nace la Unión Femenina del Paraguay (UFP). Su fundación se llevó a cabo el 26 de abril, 15 años después del UFP, en una asamblea realizada en el Colegio Nacional de la Capital, en Asunción. La primera presidenta de la UFP fue la señora María F. de Casati.
Esta unión, además de feminista, era abiertamente socialista, y acompañaba los logros de la Revolución. De hecho, la señora María F. de Casati mencionaba: 

«Nuestro movimiento feminista nació del conjuro del 17 de febrero, Revolución que fue clarinada en el alma popular, que se abrió a todas las esperanzas de mejoramiento social»

En esta unión, también participaron las señoras Elena Freis de Barthe, Lorenza C. de Gaona, Luisa vda. de Felip, entre otras.
La UFP también publicó un periódico titulado Por la Mujer, que se constituyó en el primer periódico femenino del Paraguay. Entre otros reclamos, hacia el del derecho de voto para las mujeres, y la igualdad de sexos.
La UFP realizaba numerosas charlas, en la capital, y en el interior del país, para concientizar a las mujeres sobre sus derechos. También estrechó lazos con movimientos feministas del resto de América, entre los cuales estaban: la Asociación Argentina Pro-Sufragio Femenino, la Confederación Femenina de la Paz Americana, la Liga Femenina Pro-Union Americana, la Asociación Argentina Pro Paz, y la Asociación Cristiana Femenina.
Con la caída de la Revolución de Febrero, en 1937, la UFP tuvo que desintegrarse, dejando sin organización clara al movimiento feminista.

## Unión Democrática de Mujeres
La Unión Democrática de Mujeres (UDM) fue fundada el 19 de diciembre de 1946, promovida principalmente por la Agrupación de Mujeres Febrerista Residentes en Montevideo (AMFRM), que formaba parte de la Concentración Revolucionaria Febrerista. Entre las fundadoras de la UDM se encontraban Carmen Soler, Esther Ballestrino, Lilia Freis, entre otras. La organización se desintegró debido a la guerra civil de 1947.

## Movimiento Femenino Febrerista de Emancipación
El Movimiento Femenino Febrerista de Emancipación (MFFE), fundado en 1949 como sucesor de la Agrupación de Mujeres Febreristas Residentes en Montevideo, publicó el periódico Correspondencia y participó activamente en la CRF, hasta la creación del Partido Revolucionario Febrerista en 1951.
En la década de 1980, surgió una nueva generación de feministas en Paraguay que abogó por la igualdad ante la ley. Bajo el lema «Por nuestra igualdad ante la ley», organizaron un encuentro nacional que propuso modificar el código civil para eliminar las discriminaciones entre los derechos de hombres y mujeres en el matrimonio.
Se creó luego la Coordinación de Mujeres del Paraguay (CMP), conformada por personalidades como Mercedes Sandoval de Hempel, Olga Caballero Aquino y Graziella Corvalán, Esther Prieto, Manuelita Escobar y Line Bareiro, quienes lideraron el diseño de un proyecto para modificar el Código Civil, basado en la Convención de las Naciones Unidas sobre la Eliminación de Todas las Formas de Discriminación Contra la Mujer (CEDAW), ratificada por Paraguay.

## Organizaciones de Mujeres
En Paraguay, destacan organizaciones de mujeres como la Coordinación de Mujeres Campesinas (CMC) y el Sindicato de Trabajadores Domésticos, compuesto mayoritariamente por mujeres. Las mujeres de zonas marginales y «sin tierra» o »sin techo» participan en organizaciones mixtas, como la Federación Nacional Campesina del Paraguay, liderada por Teodolina Villalba desde 2012.
Las organizaciones urbanas se clasifican en diversas categorías: a) gremiales-laborales, b) gremiales-profesionales, c) amas de casa, d) de investigación y promoción, y e) de acción, con foco en la condición social de la mujer y algunos intereses específicos.
Existen dos articulaciones principales: la Coordinación de Mujeres del Paraguay (CMP), que agrupa a 16 grupos y promueve la igualdad ante la ley desde 1987, y la Red de Mujeres Educadoras Populares, que trabaja en la educación popular desde una perspectiva de género. La lucha por la igualdad culminó con la promulgación de la Ley 1 de 1992, tras cinco años de movilización.

## Actualidad
Actualmente, la mayoría de los partidos políticos en Paraguay cuentan con sus propias agrupaciones femeninas. En 2008, muchas de estas se agruparon en el movimiento Mujeres por la Alianza, que respaldó la candidatura de Fernando Lugo en las elecciones generales de ese año.